# Tokyo Babylon
Der Manga Tokyo Babylon (jap. 東京BABYLON) stammt aus der Feder des Mangaka-Quartetts Clamp. Er zählt zu den Shōjo-Manga, die sich an jugendliche Mädchen richten. Die Handlung ist eine Mischung aus Mystery, Drama und Detektivgeschichte und ist neun Jahre vor dem später erschienenen X angesiedelt, in dem die drei Hauptfiguren auch wieder auftreten.

## Handlung
Die Hauptfiguren der Geschichte sind der 16-jährige Subaru Sumeragi, das 13. Oberhaupt einer mächtigen Familie von Yin-Yang-Magiern (Onmyōji), seine Zwillingsschwester Hokuto und der mit ihnen befreundete Tierarzt Seishiro Sakurazuka. Die vordergründige Handlung des Mangas bilden die verschiedenen übernatürlichen Fälle, die von Subaru bearbeitet werden. Daneben werden die Charaktere und die Rahmenhandlung entwickelt: Es stellt sich bald heraus, dass auch Seishiro Yin-Yang-Magie beherrscht. Da sein Name, Sakurazuka (桜塚, Kirschbaum-Grabhügel), der der Widersacher der Sumeragi, einer mit Hilfe von Yin-Yang-Magie tötenden Assassinengruppe namens Sakurazukamori (桜塚護, Kirschbaum-Grabhügel-Wächter), ist, macht Hokuto Witze darüber, dass er einer von ihnen sein könnte. Dass Seishiro romantische Gefühle für Subaru zum Ausdruck bringt, betrachtet sie als Ausgangspunkt einer Romeo-und-Julia-Geschichte.
Der Leser erfährt recht schnell, dass Seishiro tatsächlich zu den Sakurazukamori gehört. Der Grund für seine Kooperation mit den Sumeragi liegt in einer Wette, die er vor etlichen Jahren abgeschlossen hat. Subaru drang als Kind in eine Illusion Seishiros ein, als dieser ein kleines Mädchen ermordete. Nach den Regeln der Sakurazukamori hätte Seishiro Subaru eigentlich sofort töten sollen, doch die Reinheit und Unschuld des Kindes beeindruckten ihn. Deshalb beschloss er folgende Wette: Wenn er Subaru das nächste Mal träfe, werde er ein Jahr lang mit ihm verbringen, ihn beschützen und versuchen, ihn zu lieben. Wenn dies nicht gelänge, werde er ihn am Ende des Jahres töten. Abschließend brandmarkte er Subarus Hände mit seinem Zeichen und löschte die Erinnerung an diese Geschehnisse aus Subarus Gedächtnis. Nur in Träumen erinnert sich Subaru vage daran.
Die Ereignisse überschlagen sich, als Seishiro bei dem Versuch, Subaru zu beschützen, ein Auge verliert. Subaru wird klar, dass er in Seishiro verliebt ist. Aber das Jahr der Wette ist um, als Subaru Seishiro seine Gefühle gestehen will, empfängt ihn eine Illusion. Seishiro ernennt ihn zum Verlierer der Wette und foltert ihn. Ehe er aber Subaru töten kann, wird seine Illusion von Subarus Großmutter, dem vorigen Sumeragi-Oberhaupt, durchbrochen. Subarus Schock lässt ihn katatonisch zurück. Hokuto fühlt sich schuldig, weil sie Seishiros Werbung unterstützt hat, obwohl sie wusste, dass er gefährlich ist. Sie macht sich auf, um Seishiro zu suchen und zu konfrontieren. Sie lässt sich von ihm töten, um mittels ihres Todes einen Zauber zu weben, dessen Inhalt dem Leser erst in X bekannt wird. Ihr Tod reißt Subaru aus seinem Schockzustand. Er schwört, Seishiro zu finden und zu töten.

## Charaktere
Subaru Sumeragi ist zur Zeit der Handlung 16 Jahre alt und Schüler der Clamp-Oberschule. Seine Position als Oberhaupt des Sumeragi-Clans und einem der mächtigsten Yin-Yang-Meister Japans erfüllt er aus Pflichtgefühl, obwohl er viel lieber Zoopfleger werden würde. Die Sumeragi als spirituelle Beschützer Japans werden herangezogen, um diverse unerklärliche spirituelle Vorkommnisse zu lösen – oft im Auftrag der Regierung. Subaru setzt seine Fähigkeiten aber auch ohne Auftrag ein, um anderen Menschen zu helfen. Dabei ist er auch bereit, sein Leben zu opfern.
Hokuto Sumeragi ist Subarus Zwillingsschwester. Sie verfügt nicht über seine ausgeprägten magischen Fähigkeiten, besitzt aber eine hervorragende Menschenkenntnis. Das quirlige Mädchen hat einen ausgefallenen Modegeschmack und schneidert ihre und Subarus Kleidung selbst. Sie kümmert sich auch sonst um Subarus leibliches und seelisches Wohl. Deshalb unterstützt sie die Freundschaft mit Seishiro, weil sie weiß, dass Seishiro für Subaru wichtig genug werden kann, dass er eine gesunde Selbstsucht entwickelt und aufhört, sich für andere Menschen aufzuopfern.
Seishiro Sakurazuka ist ein 25-jähriger Tierarzt und der beste Freund von Subaru und Hokuto. Besonders Subaru fühlt sich von dem sympathischen jungen Mann angezogen. Mit seinen homoerotischen Anspielungen jedoch treibt er Subaru immer in Verlegenheit. Doch Seishiro ist mehr als er scheint. Auch er ist magisch begabt und ein Yin-Yang-Meister, wobei er zur Sakurazukamori gehört, einer Organisation spirituell begabter Killer, die gewissermaßen das Gegenteil der Sumeragis darstellen. Hokuto ahnt zwar etwas, doch Seishiro versteht es immer wieder, sich ihren Anspielungen zu entziehen.

## Konzeption
Der Manga hat eine durchgehende Rahmenhandlung, die vor allem die Beziehung zwischen den Hauptfiguren beschreibt. In jedem Band werden aber auch zwei bis drei kurze Episoden erzählt, die zunächst in sich abgeschlossen und unabhängig erscheinen. Durch Rückblenden und das Aufgreifen von Szenen aus diesen Episoden verdichtet sich die Handlung mit dem Fortschritt der Hauptgeschichte zu einer zusammengehörigen Erzählung.
Die vorkommenden religiösen Symbole haben keine tiefere Bedeutung, sondern stammen aus Modetrends der 1980er Jahre.

## Veröffentlichungen

### Manga
In Japan erschien die Reihe 1990 bis 1993 bei Shinshokan beziehungsweise Kodansha im Magazin Wings. Die Kapitel wurden später in fünf Sammelbänden herausgebracht. In Deutschland wurden die Bände als Bunkoban 2004 von Carlsen Comics veröffentlicht. Eine englische Übersetzung erschien zunächst bei Tokyopop, später bei Dark Horse Comics. Die Serie wurde auch ins Französische, Spanische, Portugiesische, Italienische und Chinesische übersetzt. Die französische Ausgabe bei Tonkam 1994 war zusammen mit RG Veda der erste nicht-gespiegelt veröffentlichte Manga in Frankreich.
Bei Shinshokan erschien das Artbook Tokyo Babylon Photographs, das auf 140 Seiten Illustrationen zum Manga enthält und in Stil eines Fotoalbums gestaltet ist.

### Anime
1992 und 1994 entstand bei Animate Film jeweils ein Anime, der als Original Video Animation veröffentlicht wurde. Die Handlung der Animes konzentriert sich auf die Geschichten des vierten Manga-Bandes. Regie führte Koichi Chiaki und das Drehbuch schrieb Tatsuhiko Urahata und Hiroaki Jinno. Für das Charakterdesign war Kumiko Takahashi verantwortlich und die künstlerische Leitung lag bei Yūji Ikeda.
Der erste Anime mit 50 Minuten Laufzeit wurde am 21. Oktober 1992 veröffentlicht. Am 21. März 1994 folgte der 55 Minuten lange zweite Teil. Der Anime erschien in beiden Teilen auch auf Englisch, Französisch und Spanisch. Die Veröffentlichung in Großbritannien wurde fälschlicherweise damit beworben, dass im Film eine Szene mit Telefonsex enthalten sei. Darüber hinaus wurde in der englischen Fassung die Hintergrundgeschichte weggelassen und die Liebe Seishiros zu Subaru in eine Liebe zu seiner Schwester Hokuto, was durch die Ähnlichkeit der beiden leicht einzubauen war.
Für 2021 war eine Adaption als Anime-Fernsehserie angekündigt. Diese wurde jedoch zuerst verschoben und dann abgesagt, nachdem bei der Produktion des Studio GoHands im Charakterdesign mehrere Plagiate von Designs der koreanischen Girlgroup Red Velvet entdeckt worden sind.

#### Synchronisation
| Rolle               | Synchronsprecher (Seiyū) |
| ------------------- | ------------------------ |
| Subaru Sumeragi     | Kappei Yamaguchi         |
| Hokuto Sumeragi     | Miki Itou                |
| Seishirō Sakurazuka | Takehito Koyasu          |

#### Musik
Die Musik der beiden Filme wurde komponiert von Toshiyuki Honda. Der Abspann des ersten Animes ist mit dem Lied Kiss Kiss von Hideaki Matsuoka unterlegt. Am Ende des zweiten erklingt Deja Vu, ebenfalls von Hideaki Matsuoka. Später erschienen zwei Image-Soundtracks sowie Single-Auskopplungen der Lieder aus den OVAs.

### Realfilm
Neben dem Manga und dem Anime existiert auch ein Realfilm, welcher fünf Jahre nach dem Ende von Tokyo Babylon spielt. Der nun 21 Jahre alte Subaru muss Yūkichi Kaneyamas mysteriösen Tod untersuchen. Er war ein Exorzist, welche in eine Geschichte um zwölf Jugendliche mit magischen Kräften verwickelt war. Der Film, der unter der Regie von Jôji Iida entstand, wurde am 21. August 1993 in Japan veröffentlicht.

## Rezeption
Die Serie werde gegen Ende überraschend düster, so Mason Templar, und schließe mit einer der kraftvollsten Szenen im Werk der Gruppe Clamp. Daneben sei die Serie für ihre Shōnen-Ai-Elemente bedeutend: Zwar sei die Beziehung zwischen Subaru und Seishiro nie erotisch, sondern immer platonisch, aber dennoch beispielhaft für die genretypische Seme-Uke-Dynamik. Tokyo Babylon brachte diese Elemente erstmals an eine westliche Leserschaft. Darüber hinaus biete der Manga bemerkenswerte Zeichnungen, die viel auf Schwarz und die Nutzung von Fotografien im Hintergrund setzen. Die häufige Verwendung echter Orte als Schauplatz führt auch dazu, dass die Stadt Tokio geradezu als weiterer Charakter präsent ist. Die Porträtierung der dunkleren Seiten der Tokioter Gesellschaft kurz vor dem Wirtschaftseinbruch in den 1990ern gibt dem Werk außerdem eine tiefere Bedeutung, lässt sie aber auch etwas veraltet wirken. Die Erzählweise sei teils etwas plump, mit langen Monologen überlastet und schwerfällig. Dennoch könne Tokyo Babylon als das erste große Werk von Clamp gelten. Trotz zahlreicher Action-Szenen sei der Manga insgesamt eher ruhig erzählt und auf die Entwicklung der Charaktere fokussiert, so die deutsche Zeitschrift Animania. Dennoch sei die Geschichte spannend, ab und zu biete sie auch etwas Humor. Die intensiv von Rasterfolien und Schwarz- und Weißflächen geprägten Zeichnungen verstärken die düstere Stimmung.
Laut Anime Encyclopedia leben die beiden Anime-Filme vom Kontrast zwischen Subarus übernatürlicher Güte und dem Zynismus und Selbstsüchtigkeit der Menschen um ihn herum. Beide Filme seien unterhaltsam, ihre Bedeutung hätten sie aber vor allem im Kontext mit dem übrigen Werk von Clamp – in X wird Subaru in welterschütternde Ereignisse hineingezogen – und als Teil einer Bewegung, die Elemente des Shōjo-Manga stärker in den Manga- und Anime-Mainstream brachte. Die Animania nennt die beiden Filme „sehr schöne, atmosphärische Adaptionen der Mangas, die grafisch und von der Animationsqualität her auch heute (1999) noch zum Feinsten zählen“. Lässt man den Vergleich zum Manga beiseite, seien auch die veränderten englischen Versionen schlüssig und gut erzählt.